# Paul Aussaresses
Paul Aussaresses, né le 7 novembre 1918 à Saint-Paul-Cap-de-Joux (Tarn) et mort le 3 décembre 2013 à Sainte-Marie-aux-Mines (Haut-Rhin), est un parachutiste et général de l'armée française.
Durant la Seconde Guerre mondiale, il participe au Jedburgh en vue de coordonner les opérations de résistance dans les territoires occupés par l'armée allemande. Il participe à la création du 11e régiment parachutiste de choc, le bras armé du SDECE (l'ancêtre de la DGSE), avant de prendre part à la guerre d'Indochine (1946-1954) puis à la guerre d'Algérie (1954-1962). 
Après le conflit algérien, il enseigne les techniques de contre-insurrection à Fort Bragg aux États-Unis, avant d'être promu colonel et d'être nommé à la section française de l'état-major international de l'OTAN. Il est ensuite nommé attaché militaire au Brésil en 1973 durant la dictature militaire au Brésil, où il enseigne au Centre d'instruction de la guerre dans la jungle de Manaus. Aussaresses démarche par la suite pour la branche armement de l'entreprise Thomson. Il reconnaît en 2000 avoir eu recours à la torture pendant la guerre d'Algérie, en particulier lors de la bataille d'Alger. Après ces révélations, il est déchu de sa Légion d'honneur et fait l'objet de tentatives d'assassinat.

## Biographie

### Début de sa carrière d'officier

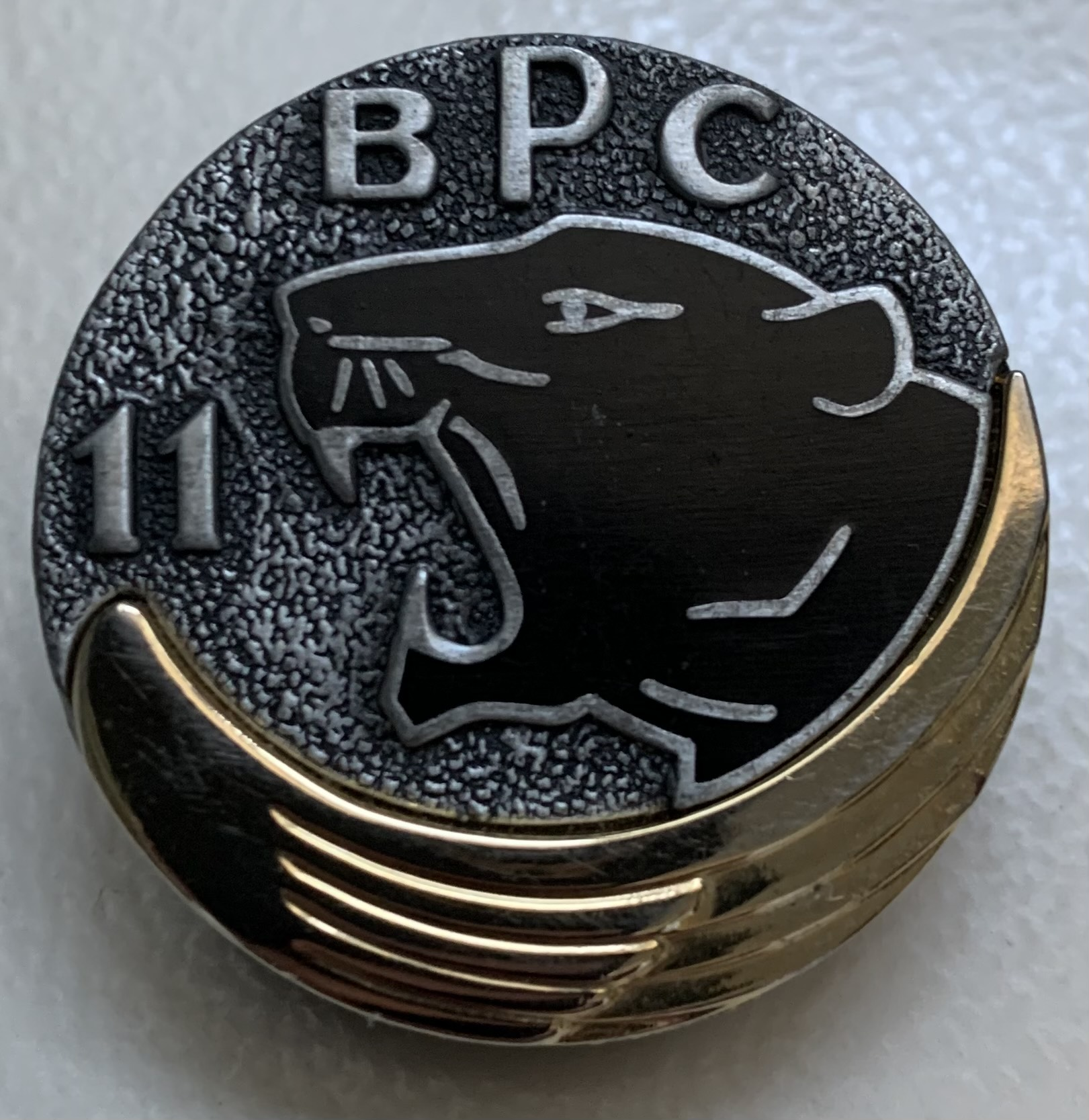
Insigne du 11e bataillon parachutiste de choc de 1946 à 1955.

En 1941, Aussaresses est élève-officier à l'École militaire d'infanterie de Saint-Maixent alors transférée à Aix-en-Provence pour devenir officier dans l'armée d'armistice. En novembre 1942, après sa dissolution, il passe en Espagne où il est retenu en captivité pendant huit mois. À la fin 1943, il arrive en Afrique du Nord puis à Londres, où il rallie les Forces françaises combattantes. Il se porte volontaire pour les services secrets et intègre les commandos britanniques. Il participe à l'opération Jedburgh : second de la mission Chrysler, il est parachuté dans l'Ariège dans la nuit du 16 au 17 août 1944, puis pour l'opération Vicarage en Allemagne en 1945.
Alors qu'il est lieutenant, il participe à la fondation, sous la direction du colonel Jacques Morlanne, du bras armé du service Action du SDECE, le 11e bataillon parachutiste de choc (renommé 11e demi-brigade parachutiste de choc en octobre 1955), le 1er septembre 1946. Il y est affecté administrativement tout en restant en poste au 3e bureau de l'état-major. Il prend le commandement du 11e choc à partir du 1er mai 1947. Il sert ensuite en Indochine dans le 1er bataillon de parachutistes coloniaux, où, ironie de l'histoire, il sert sous les ordres du lieutenant-colonel de Bollardière, futur militant contre la torture.

### Massacres de Philippeville
En 1955, il est transféré à Skikda (dont le nom colonial était alors Philippeville) en Algérie, dans la 41e demi-brigade comme officier de renseignement.
Il réorganise son unité de renseignement qui avait été dissoute après la guerre, et qui se révélait à nouveau nécessaire à l'armée française pour réduire l'insurrection des combattants algériens. 
Le 20 août 1955, le Front de libération nationale (FLN), met en place une attaque contre Philippeville. Aussaresses a dit avoir eu cette information bien avant l'attaque et avoir ainsi été capable d'empêcher beaucoup de pertes humaines. Inversement, il lui est reproché d'avoir laissé les massacres se réaliser en dehors de la ville. Les membres du  FLN avaient convaincu des hommes, femmes et enfants de la campagne de se joindre à leur marche, sans armes. Dans son livre, Aussaresses écrit que son bataillon a tué 134 personnes et en a blessé des centaines, contre deux morts et une centaine de blessés parmi ses hommes.

### Préparation à l'opération militaire du canal de Suez
Au printemps 1956, il se rend dans un camp d'entraînement secret à Salisbury au Royaume-Uni, pendant un mois, pour préparer l'opération militaire qui débouchera sur la crise du canal de Suez. En mai 1956, il retourne à Annaba (dont le nom colonial était Bône) en Algérie, pour continuer son entraînement avec les commandos de parachutistes partant pour le canal de Suez . Le 1er juin 1956, il est victime d'une fracture vertébrale durant un exercice, ce qui l'empêche de participer à l'opération du canal de Suez.

### Collaborateur de Jacques Massu à Alger
Le général Jacques Massu, qui avait remarqué qu'Aussaresses lors des insurrections de Skikda (dont le nom colonial était Philippeville) avait été le seul informé, le fait muter à son état-major pour superviser les officiers du renseignement des unités de la 10e DP.
Aussaresses aurait fait procéder à l'élimination, déguisée en suicide, de Larbi Ben M'hidi et d'Ali Boumendjel, respectivement en février et mars 1957.
En juin 1957, le général Massu réorganise son état-major. Ainsi au binôme Trinquier/Aussaresses de la première phase de la bataille d'Alger (janvier-juin) succède celui de Godard (colonel Yves Godard) et Léger (Paul-Alain Léger) de la seconde (juin-octobre). La manipulation, l'infiltration prennent le pas sur la coercition pour détruire l'organisation du FLN sur Alger.
Aussaresses réintègre comme officier de renseignement un régiment de la 10e DP, le 1er RCP, commandé par le colonel Mayer.

### Théoricien de la contre-insurrection
Il enseigne ensuite aux États-Unis, à Fort Bragg, quartier général des forces spéciales américaines (les Bérets verts) et centre d'entraînement à la guerre contre-insurrectionnelle et à la guerre psychologique, et à Fort Benning. Ainsi, le 25 novembre 1962, il rédige à Fort Benning un rapport intitulé « L'armée américaine face à la guérilla ». Aussaresses a ainsi raconté à la journaliste Marie-Monique Robin comment il avait enseigné à Fort Bragg « les techniques de la bataille d'Alger », c'est-à-dire « les arrestations massives, le renseignement, la torture ». Selon le général américain John Johns, qui a bénéficié des enseignements d'Aussaresses à Fort Bragg (et opposant à l'usage de la torture par l'administration Bush), celui-ci leur a expliqué que « dans la guerre révolutionnaire, l'ennemi c'est la population » ; « à quoi sert la torture », affirmant aussi qu'il fallait « exécuter » les victimes torturées. Johns peut ainsi affirmer : « Je dois reconnaître que les enseignements d'Aussaresses ont eu un impact considérable sur tous les bérets verts qui sont ensuite partis au Viêt Nam ».
À Fort Bragg, Aussaresses montre au colonel Carl Bernard, affecté dans cette base américaine en 1962, un brouillon du livre de Roger Trinquier, La Guerre moderne, que ce dernier qualifie de « manuel de la guerre contre-insurrectionnelle ». Avec Bernard, ils font un résumé du livre, envoyé à Robert Komer, un agent de la CIA qui deviendra l'un des conseillers du président Lyndon B. Johnson pour la guerre du Viêt Nam. Selon C. Bernard, c'est « à partir de ce texte que Komer a conçu le programme Phoenix, qui est en fait une copie de la bataille d'Alger appliquée à tout le Viêt Nam du Sud. (…) Pour cela, on retournait des prisonniers, puis on les mettait dans des commandos, dirigés par des agents de la CIA ou par des bérets verts, qui agissaient exactement comme l'escadron de la mort de Paul Aussaresses ».
Après son séjour aux États-Unis, il est promu colonel, à la tête du 1er RCP, autre unité para, en 1966-1968, et nommé à la section française de l'état-major international de l'OTAN. On lui propose un poste d'attaché militaire, au choix, en Tchécoslovaquie, Yougoslavie, Grèce ou Brésil, et Aussaresses choisit ce dernier pays « parce que c'était un pays immense ». En octobre 1973, il y est nommé attaché militaire et devient, selon ses propres mots, « grand ami » avec le général João Baptista de Oliveira Figueiredo, alors patron du Service national d'intelligence, qui « dirigeait, avec le commissaire Sergio Fleury, les escadrons de la mort brésiliens ». Il fait « partie du club des parachutistes de la garde présidentielle ». Au Brésil, il donne des cours sur la bataille d'Alger, notamment « au centre d'entraînement des forces spéciales de Manaus, qui était une copie de Fort Bragg ». Selon ses informations, l'ambassadeur Michel Legendre, qui était son chef, était au courant de cette instruction. Le centre d'instruction de la guerre dans la jungle (Centro de Instrução de Guerra Na Selva) a été créé en 1964 par un décret du maréchal Humberto de Alencar Castelo Branco. Aussaresses y a formé, selon ses mots, « des officiers brésiliens, mais aussi chiliens, argentins, et vénézuéliens, car le centre était unique dans toute l'Amérique latine ». Il nie la « rumeur » selon laquelle on y enseignait la torture sur des prisonniers vivants.
Selon Aussaresses, qui affirme tenir cela de son ami Humberto Gordon, nommé attaché militaire au Brésil en 1964 (et qui deviendra chef de la Direction nationale du renseignement (DINA), la police politique chilienne, en 1980), la junte brésilienne « a aidé considérablement l'action d'Augusto Pinochet ». Il affirme avoir rencontré Gordon au Chili vers 1976, s'y rendant « deux ou trois fois » pour « régler un contentieux portant sur la construction d'une usine de nitroglycérine » alors qu'il travaillait comme « vendeur d'armes pour Thomson ».
Le premier chef de la DINA, Manuel Contreras, affirmera à Marie-Monique Robin avoir envoyé « tous les deux mois (…) des contingents de la DINA », au centre de Manaus, « pour qu'il les entraîne » : « Il fut aussi l'instructeur d'officiers brésiliens. Il travaillait surtout à l'école de renseignement de Brasilia, mais il allait régulièrement à Manaus ».
Titulaire de plusieurs brevets parachutistes étrangers, Paul Aussaresses était membre du Spécial Forces Club de Londres en tant qu'ancien officier des commandos Jedburgh et membre du Club des parachutistes de la Garde présidentielle du Brésil.

### Torture en Algérie
Aussaresses affirme que le gouvernement Guy Mollet, sous la présidence de René Coty a insisté pour que l'armée française en Algérie « liquide le FLN aussi vite que possible ». La question courait en France pour savoir si la torture était, ou non, utilisée en Algérie. Quelques années plus tard, des photos parurent dans la presse montrant que c'était le cas. Depuis ce jour, les historiens se posent la question de savoir si le gouvernement avait soutenu cette pratique. Aussaresses soutient que c’est le cas, y compris les exécutions sommaires de milliers de personnes, des heures de tortures de prisonniers, et des répressions violentes de manifestations.
Le 3 mai 2001 paraît, aux éditions Perrin, un ouvrage du général Aussaresses titré Services spéciaux : Algérie 1955-1957, dont le quotidien Le Monde publie, le même jour, des extraits. Paul Aussaresses reconnaît avoir eu recours à la torture et juge cette utilisation légitime,.
À la suite de ces révélations, le 4 mai 2001, Jacques Chirac, président de la République, se déclare « horrifié par les déclarations du général Aussaresses » et demande que la Légion d'honneur de Paul Aussaresses lui soit retirée et que le ministère de la Défense prenne des sanctions disciplinaires à son égard. 
Le 13 juin 2001, le procureur de la République de Paris fait citer, devant le tribunal correctionnel de Paris, en raison de divers passages figurant dans l'ouvrage :
- Olivier Orban, président-directeur général des éditions Plon (propriétaire des éditions Perrin), pour répondre du délit d'« apologie de crimes de guerre » (en vertu de l'article 24 de la loi du 29 juillet 1881 sur la liberté de la presse) ;
- Xavier de Bartillat, directeur général des éditions Plon, pour répondre du délit de « complicité d'apologie de crimes de guerre » ;
- le général Paul Aussaresses, auteur, pour répondre du délit de « complicité d'apologie de crimes de guerre ».

Le 25 janvier 2002, la XVIIe chambre correctionnelle du tribunal de grande instance de Paris reconnaît les trois prévenus coupables des faits qui leur sont reprochés et prononce les condamnations suivantes :
- Olivier Orban et Xavier de Bartillat sont condamnés à 15 000 euros d'amende chacun ;
- le général Aussaresses est condamné à 7 500 euros d'amende ;
- chacune des trois associations s'étant portées parties civiles – la Ligue des droits de l'homme, le Mouvement contre le racisme et pour l'amitié entre les peuples (MRAP) et l'association Action des chrétiens pour l'abolition de la torture – se voit allouer un euro de dommages-intérêts.

Les trois condamnés ayant interjeté appel, la XIe chambre de la cour d'appel de Paris, dans un arrêt rendu le 25 avril 2003, confirme le jugement prononcé en première instance.
La Cour de cassation, dans un arrêt rendu le 7 décembre 2004, rejette les pourvois en cassation introduits par les trois condamnés.
Le 2 juin 2005, Olivier Orban, Xavier de Bartillat et la société des Éditions Plon saisissent la Cour européenne des droits de l'homme (CEDH), en vertu de l'article 34 de la Convention de sauvegarde des droits de l'homme et des libertés fondamentales. Le général Aussaresses, quant à lui, ne saisit pas la CEDH et n'est pas concerné par les suites de l'affaire. Le 15 janvier 2009, la Cour européenne des droits de l'homme, statuant à l'unanimité, déclare recevable la requête d'Olivier Orban, de Xavier de Bartillat et de la société des éditions Plon, estime qu'il y a eu violation de l'article 10 de la Convention européenne des droits de l'homme (article qui encadre le droit à la liberté d'expression),.
Le général Aussaresses a par ailleurs fait l'objet de plaintes séparées pour les crimes de tortures qu'il avait reconnus dans son livre. Une autre procédure avait été ouverte mais la Cour de cassation l'a rejetée, les crimes de torture commis lors de la guerre d'Algérie ayant été amnistiés.
Après ses révélations, Paul Aussaresses est victime de menaces et de trois attentats infructueux (deux colis piégés et un tir par arme à feu).

### Assassinat de Maurice Audin
Lors d'un entretien avec le journaliste Jean-Charles Deniau, le général Aussaresses indique avoir donné l'ordre de tuer Maurice Audin, militant communiste de la cause anticolonialiste : « On l'a tué au couteau pour faire croire que c'étaient les Arabes qui l'avaient tué ».
Cet aveu du général  confirme les dires du commandant de la zone Alger-Sahel au moment de la bataille d'Alger, le colonel Yves Godard, ce dernier ayant indiqué l'exécution de Maurice Audin par le sous-lieutenant Gérard Garcet. L'assassinat de Maurice Audin aurait été ordonné par le général Massu et organisé par les hommes d’Aussaresses.

### Mort
Dans la dernière partie de sa vie, il porte un bandeau sur l'œil gauche, qu'il avait perdu à la suite d'une opération de la cataracte.
Il meurt le 3 décembre 2013, à Sainte-Marie-aux-Mines (Haut-Rhin). Ses obsèques sont célébrées à La Vancelle dans le Bas-Rhin.

## Décorations
- Commandeur de la Légion d'honneur (déchu par le président Chirac à la suite des révélations sur la torture)
- Croix de guerre 1939-1945 avec 2 palmes et 1 étoile (3 citations dont 2 à l'ordre de l'armée)
- Croix de guerre des Théâtres d'opérations extérieurs avec 4 citations
- Croix de la Valeur militaire avec 3 citations
- Croix du combattant volontaire de la Résistance
- Croix du combattant
- Médaille des évadés
- Médaille de la déportation et de l'internement pour faits de Résistance
- Médaille commémorative des services volontaires dans la France libre
- Médaille coloniale avec 7 agrafes
- Médaille commémorative française de la guerre 1939-1945
- Médaille commémorative de la campagne d'Indochine
- Médaille commémorative des opérations de sécurité et de maintien de l'ordre (Algérie)
- Médaille de reconnaissance de la Nation (agrafe Afrique du Nord)
- Médaille des blessés de guerre
- Commandeur de l'ordre de la Couronne de Belgique
- Commandeur de l'ordre du Mérite militaire brésilien
- Commandeur de l'ordre de Rio Branco brésilien
- Médaille de l'American Legion États-Unis
- Mentioned in Despatches (citation militaire britannique avec Palme portée sur la War Medal 1939-1945 décernée par le Royaume-Uni)

## Publications
- Services spéciaux, Algérie 1955-1957 : Mon témoignage sur la torture, Éditions Perrin, 2001,  (ISBN 2262017611)
- Pour la France : Services spéciaux 1942-1954, Éditions du Rocher, 2001,  (ISBN 2268041131)
- Je n'ai pas tout dit. Ultimes révélations au service de la France, Éditions du Rocher, 2008

## Ouvrages et films
- Escadrons de la mort, l'école française, qui décrit les enseignements français auquel a participé Paul Aussaresses auprès des armées des dictateurs en Amérique du Sud.
- Paul Aussaresses, la torture est mon métier, France Culture. Podcasts. 2 juin 2023. https://www.radiofrance.fr/franceculture/podcasts/serie-paul-assaresses-la-torture-est-mon-metier

La figure de Paul Aussaresses apparaît en filigrane :
- dans La Guerre d'Algérie de Yves Courrière, il est le « commandant O… », « froid, courageux, « gonflé », […] fanatique de la victoire »[29]. « O…, qui est de plus en plus efficace, liquide froidement. Selon lui, un type trop torturé ne peut être libéré. Il faut le liquider lorsqu'il a tout craché. […] Les sous-off d'O… finissent par faire peur aux paras eux-mêmes »[30] ;
- dans La Torture dans la République de Pierre Vidal-Naquet, il est désigné comme le chef de file « de ce qu'il faut bien appeler une équipe de tueurs professionnels » et il est souligné que son nom « ne figurera guère que dans un seul dossier publié, celui de l'affaire Audin ».

## Dans la culture populaire
- Dans la bande dessinée Qui a tué le Président ? de la série uchronique Jour J, Paul Aussaresses est envoyé aux États-Unis pour aider le gouvernement à mater une rébellion[31].
- dans le roman de Robert Escarpit, Meurtre dans le pignadar, il est « le barbu » ;
- dans Les Centurions, film librement adapté du livre de Jean Lartéguy portant le même titre, Aussaresses est Boisfeuras, un capitaine interprété par Maurice Ronet. Il est décrit ainsi : « De vingt à trente ans, il a combattu pour refaire le monde. Ensuite, il s'est un peu battu pour ses rêves et, enfin, pour une image de lui-même qu'il s'était inventée. Jamais l'argent ne l'a intéressé, rarement la gloire, et il s'est soucié fort peu de l'opinion de ses contemporains. »